# 1303 Лютера
1303 Лютера (1303 Luthera) — астероїд головного поясу, відкритий 16 березня 1928 року.
Тіссеранів параметр щодо Юпітера — 3,089.